# Stanley Baker
Pour les articles homonymes, voir Stanley et Baker.
Cet article possède un paronyme, voir Stanley Kramer.
Stanley Baker est un acteur britannique, né le 28 février 1928 à Ferndale (pays de Galles) et mort le 28 juin 1976 à Malaga (Andalousie).

## Biographie
Il étudie à la Birmingham Repertory School. Il tourne quelques bouts d'essai pour le film Undercover du producteur Serge Nelbandov, dans lequel il fait une apparition non créditée, et remplace au théâtre Richard Burton (à qui le liera une longue amitié), avant de connaître le succès avec la pièce A Sleep of Prisoners de Christopher Fry.
Longtemps cantonné aux seconds rôles, et spécialement, en raison d'un physique imposant, aux rôles de soldats, il fait sa rencontre avec Joseph Losey en 1959, avec qui il tournera quatre films, pour que son jeu, précis et varié, lui apporte une consécration internationale.
Dans les années soixante, il devient également producteur.
Gros fumeur, il meurt d'un cancer du poumon à l'âge de 48 ans. Il est fait chevalier, le 1er juin 1976, mais ne peut être investi en personne, la cérémonie d'investiture se déroulant peu après sa mort.

## Filmographie
- 1943 : Undercover de Sergei Nolbandov
- 1948 : Just William's Luck de Val Guest
- 1949 : L'obsédé (Obsession) de Edward Dmytryk
- 1949 : Your Witness de Robert Montgomery
- 1949 : All over the Town de Derek Twist
- 1950 : Home to Danger de Terence Fisher
- 1950 : The Rossiter Case de Francis Searle
- 1950 : Capitaine sans peur (Captain Horatio Horn-Blower) de Raoul Walsh (VF: Jean François Laley)
- 1950 : Lilli Marlene d'Arthur Crabtree
- 1951 : Cloudburst de Francis Searle
- 1952 : La Mer cruelle (The Cruel Sea) de Charles Frend (VF: André Valmy)
- 1952 : Whispering Smith Hits London de Francis Searle
- 1953 : Les Bérets rouges (The Red Berets) de Terence Young
- 1953 : The Tell-Tale Heart de J.B. Williams (c.-m.)
- 1954 : L'Enfer au-dessous de zéro (Hell Below Zero) de Mark Robson
- 1954 : Les Chevaliers de la Table ronde (Knights of the Round Table) de Richard Thorpe (VF: Roger Treville)
- 1954 : Les bons meurent jeunes (The Good Die Young) de Lewis Gilbert
- 1955 : Hélène de Troie (Helen of Troy) de Robert Wise : Achille (VF: Yves Furet)
- 1955 : Meurtre sur la Riviera (Beautiful Stranger) de David Miller
- 1955 : Richard III de Laurence Olivier
- 1956 : Alexandre le Grand (Alexander the Great) de Robert Rossen (VF: Jean Henri Chambois)
- 1956 : Commando en Corée (A Hill in Korea) de Julian Amyes
- 1956 : Child in the House de Cy Endfield & Charles De la Tour
- 1956 : À tombeau ouvert (Check Point) de Ralph Thomas
- 1957 : La Vallée de l'or noir (Campbell's Kingdom) de Ralph Thomas
- 1957 : Train d'enfer (Hell Drivers) de Cy Endfield (VF: Marc Cassot)
- 1958 : Jeunesse délinquante (Violent Playground) de Basil Dearden
- 1958 : Trahison à Athènes (The Angry Hill) de Robert Aldrich (VF: René Arrieu)
- 1958 : Requins de haute mer (Sea Fury) de Cy Endfield
- 1959 : Jet Storm de Cy Endfield
- 1959 : L'Enquête de l'inspecteur Morgan (Blind Date) de Joseph Losey
- 1959 : Section d'assaut sur le Sittang (Yesterday's Enemy) de Val Guest
- 1959 : Un homme pour le bagne (Hell Is a City) de Val Guest
- 1960 : Les Criminels (The Criminal) de Joseph Losey
- 1961 : Les Canons de Navarone (The Guns of Navarone) de J. Lee Thompson (VF: Serge Sauvion)
- 1962 : Sodome et Gomorrhe (Sodome and Gomorrah) de Robert Aldrich (VF: Michel Corbin)
- 1962 : Les Clés de la citadelle (The Prize of Arms) de Cliff Owen
- 1962 : Eva de Joseph Losey
- 1963 : À la française (In the French Style) de Robert Parrish
- 1963 : The Man Who Finally Died de Quentin Lawrence
- 1963 : Dingaka le sorcier (Dingaka) de Jamie Uys
- 1964 : Zoulou (Zulu) de Cy Endfield (VF: André Valmy)
- 1965 : Les Sables du Kalahari (The Sand of the Kalahari) de Cy Endfield (VF: Jean Claude Michel)
- 1967 : Accident de Joseph Losey
- 1967 : Trois milliards d'un coup (Robbery) de Peter Yates (VF: Jean Claude Michel)
- 1968 : La Fille au pistolet (La ragazza con la pistola) de Mario Monicelli
- 1969 : Les Bas-Fonds de Londres (Where's Jack) de James Clavell
- 1969 : La Dernière Grenade (The Last Grenade) de Gordon Flemyng (VF: Raymond Loyer)
- 1970 : Le Défi (The Games) de Michael Winner
- 1970 : L'Arnaqueuse (Perfect Friday) de Peter Hall
- 1971 : La Belle Garce et le Truand (Popsy Pop) de Jean Herman
- 1971 : Le Venin de la peur (Una lucertola con la pelle di donna) de Lucio Fulci
- 1972 : Nid d'espions à Istanbul (Innocent Bystanders) de Peter Collinson
- 1975 : Zorro de Duccio Tessari (VF: Roger Rudel)
- 1975 : Pepita Jimenez de Rafael Moreno Alba

## Téléfilm
- 1952 : The Taming of the Shrew de Desmond Davis
- 1955 : The Creature de Nigel Kneale
- 1956 : Jane Eyre de Campbell Logan
- 1965 : A Fear of Strangers de Herbert Wise
- 1965 : Who Has Seen the Wind? de George Sidney
- 1966 : The Tormentors de John Llewellyn Moxey
- 1967 : Code Name: Heraclitus de James Goldstone
- 1974 : Graceless Go I de Patrick Dromgoole
- 1974 : The Changeling d'Anthony Page
- 1974 : Who Killed Lamb?
- 1975 : Robinson Crusoe de James MacTaggart
- 1976 : Orzowei, il figlio della savana d'Yves Allégret